# 勝田哲
勝田 哲(かつだ てつ、1896年7月8日-1980年11月17日)は、大正時代から昭和時代にかけての日本画家。京都市立絵画専門学校で講師も務めた。

## 略歴
山元春挙の門人。1896年に京都市に生まれる。本名は勝田哲三。歴史画、美人画を得意としていた。
始めは東京美術学校西洋画科に入学して洋画を学んでいた。後に日本画に転じ、1925年に山本春挙のもとに入門する。1930年、京都市立絵画専門学校(現・京都市立芸術大学)を卒業する。その間、1929年に初めて鏑木清方に出会い、その際に「その良識、雅懐、公正、画の事を別にしても先生こそ私の終世師事敬仰する方となった」と述べているが、既にこの頃には清方は門人を取らないと公言していた時期であったため、清方への入門は叶わなかったが、同年の帝展において歴史画「天草四郎」が特選を受賞、また、同校の卒業後1931年の帝展において「征旅(ジャンヌ・ダルク)」がともに特選を受賞している。
戦後、1961年には日展会員となっている。なお、度々、清方邸を訪ねており葬儀の時には清方の遺骨を拾っており、清方の長女から「あなたは多分(清方も)お弟子さんと思っています」と言われたという。。1980年、84歳で死去。

## 作品
- 「お夏」 京都市京セラ美術館所蔵 1926年、第7回帝展
- 「瑶台風姿」 1927年   第8回帝展
- 「おすぎ御前」 1928年 第9回帝展
- 「天草四郎」 島原市所蔵 1929年、第10回帝展
- 「緑蔭」 1930年、第11回帝展
- 「征旅 ジャンヌ・ダルク」 1931年、第12回帝展特選受賞
- 「勝壮鹿乃真間乃手児奈」 1932年、第13回帝展
- 「縁のつな」 高島屋史料館所蔵 1932年
- 「朝」 絹本着色 京都市京セラ美術館所蔵 1933年、第14回帝展
- 「夕べ」 絹本着色 足立美術館所蔵 1934年、第15回帝展
- 「衹園浅宵」 1936年、第1回文展招待展
- 「茶室」 1937年、第1回新文展
- 「雨」 1940年、紀元二千六百年奉祝美術展
- 「雨」 絹本着色 東京国立近代美術館所蔵 1942年
- 「海女」 1944年 文部省戦時特別美術展
- 「葵上」 1949年 第5回日展
- 「部屋」 1950年 第6回日展
- 「女」 大阪中之島美術館所蔵 制作年不詳
- 「春風」 講談社野間記念館所蔵 昭和初期